# 4147 Lennon
4147 Lennon è un asteroide della fascia principale interna. Scoperto nel 1983, presenta un'orbita caratterizzata da un semiasse maggiore pari a 2,361521 UA e da un'eccentricità di 0,081834, inclinata di 5,729873° rispetto all'eclittica. Ha un diametro di 5,171 km, un periodo di rotazione di 137,0 ore e un'albedo di 0,240.
Fa parte della famiglia di asteroidi Vesta.
L'asteroide è stato chiamato così in memoria di John Lennon.